# Charles McCracken
Charles McCracken   (Jonesboro, 11 d'abril de 1926 - 5 de novembre de 1997) va ser un violoncel·lista estatunidenc que va interpretar música nova al costat de la música clàssica més antiga, però també va treballar en música pop i jazz.
Després de la seva educació a l'edat de 24 anys, McCracken es va convertir en membre de la Metropolitan Opera Orchestra. També va gravar nombroses obres en disc, com el Trio de Corda d'Artur Schnabel; Leopold Stokowski el va portar a la seva gravació de concerts barrocs el 1967. Com a violoncel·lista també és solista en enregistraments de Harold Shapero, Bill Russo (Escola de Rebel·lió) i Charles Mingus (Pre-Bird, Let My Children Hear Music).
McCracken també va participar en grans actuacions orquestrals d'Oliver Nelson, Hugo Montenegro, Jackie Paris, Stan Getz i Louis Armstrong. Més tard va pertànyer al Quartet de Corda de Belles Arts, amb el qual va participar en nombrosos enregistraments de l'encreuament, com Warren Vaché o Ruby Braff. El 1983 va gravar la Sonata per a violoncel de Samuel Barber. Tom Lord enumera 219 enregistraments amb ell entre 1956 i 1993.
El seu fill és el fagotista Charles McCracken Jr., que va encarregar la composició Elegy for Two Cellos and Piano en memòria del seu pare Robert Paterson.